# Areola

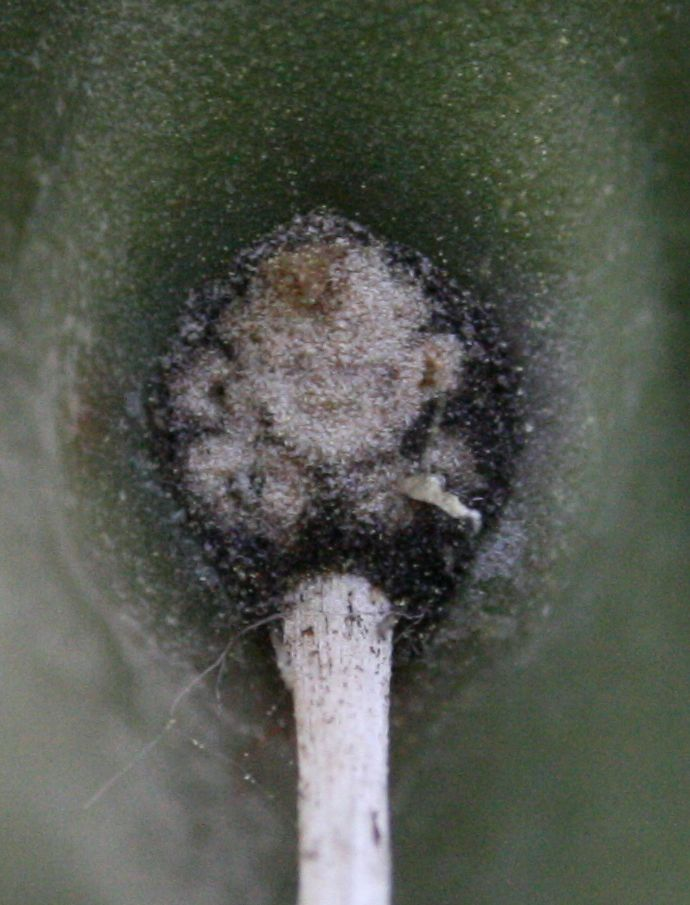
Cylindropuntia kleiniae areolája középtövissel és glochidiákkal

Az areolák, vagy tövispárnák a kaktuszokra egyedileg jellemző hajtásképződmények, tehát areolájuk csak kaktuszoknak van, illetve minden kaktusz fejleszt valamely életfázisában areolákat. Az areolák fejlesztésének tulajdonsága a kaktuszokat elkülöníti más pozsgás csoportoktól, valamint más közeli rokon növénycsoportoktól. Definíció szerint, a kaktuszok rövidhajtásai az areolák; azonban egyes nemzetségek esetében (pl. Peniocereus) tényleges rövidhajtások is fejlődnek, melyek szintén hordoznak areolákat és nem keverendők össze az areolákkal. 

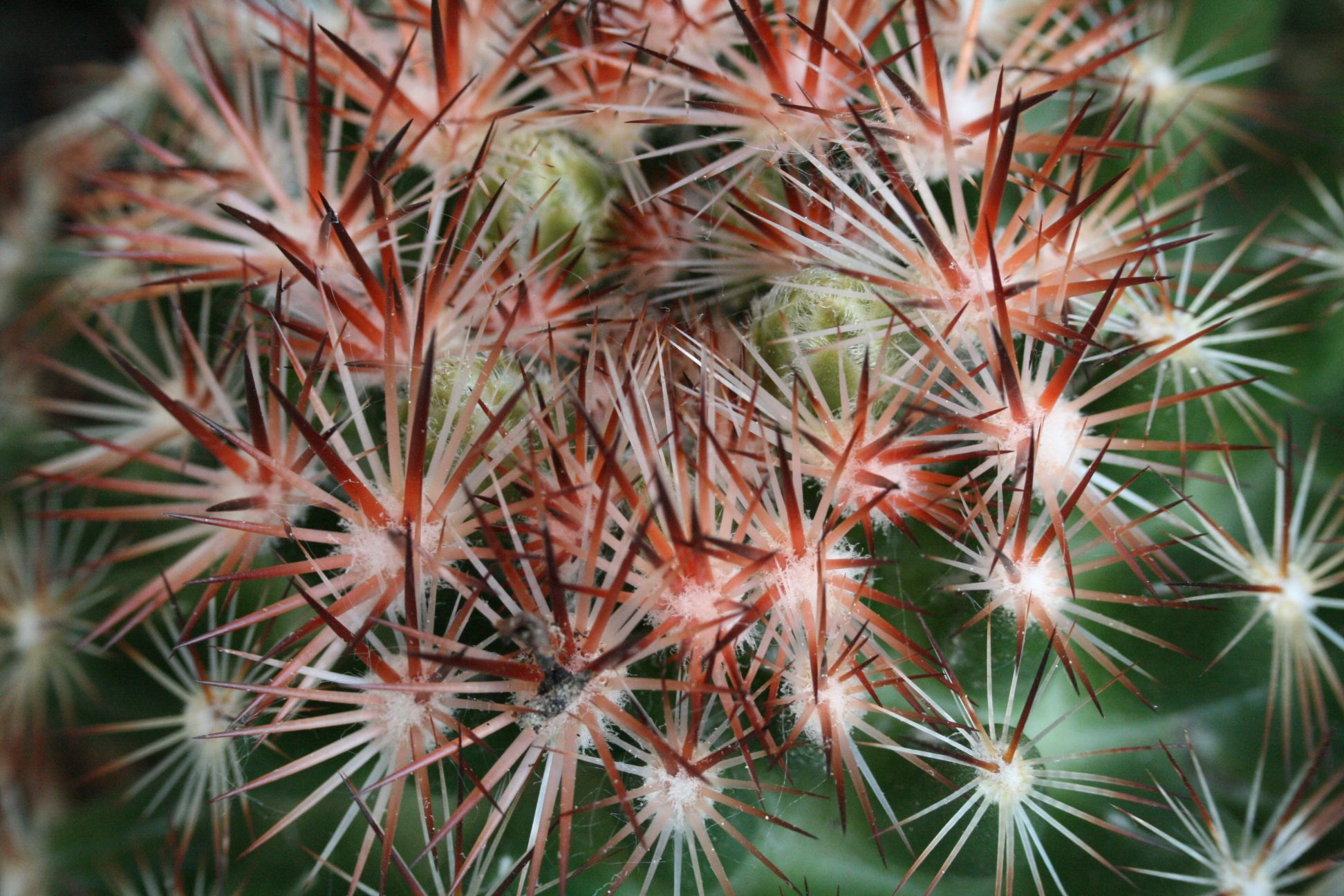
Escobaria vivipara var. bisbeana mammillái

A kaktuszokra szintén jellemző tövisek (nem tüskék!), vagy csak az Opuntioideae alcsaládban megtalálható glochidiák ezeken az areolákon fejlődnek. Az areolák alapjánál mindig növekedik egy többé-kevésbé kifejlett lomblevél, mely azonban csak egyetlen tenyészidőszakban, vagy annál is rövidebb ideig marad meg a hajtáson, sokszor teljesen észrevétlen marad a felületes szemlélő számára. Maguk az areolák a kaktuszok többsége esetében jól látható, néha magasan kiemelkedik a hosszúhajtásból és több cm magas rövidhajtássá fejlődik (pl. Neoraimondia roseiflora esetében). A kaktuszok virágai is minden esetben az areola egyik rügyén fejlődik – az areola legtöbbször egyetlen rügyet hordoz csupán, így csak egyetlen hajtás vagy virág fejlődik rajta; néhány faj esetében, főleg virágrügyek többesével is megjelenhetnek az areolákon (pl. Pseudorhipsalis amazonica). Egyes csoportok esetében az areolák nagyon gyengén fejlettek, esetleg bemélyednek a hosszúhajtás szövetébe, így a hajtás külső felszínén csak pontokként jelennek meg (pl. Rhipsalis genus sok faja esetében). A legtöbb kaktusz areolája kis fehér vagy szürkés foltként jelenik meg a hajtáson, nagyon gyakran gyapjas megjelenésű a növényi szőrök tömegétől (nem összetévesztendők a szőrszerű tövisképződményekkel!).

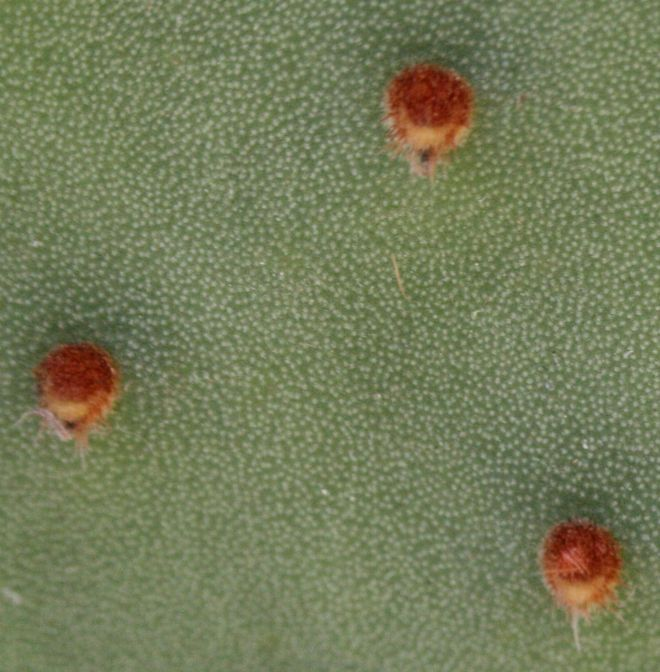
Opuntia microdasys glochidiái

Az areolák a kaktuszok magasan specializált hajtásképződményei, az elképzelések szerint a levélhónalji rügyekből fejlődött ki, melynek rügypikkelyei alakultak tövisekké az evolúció folyamán. Egyes kaktuszcsoportok esetében (pl. Mammillaria, Escobaria, Coryphantha, Turbinicarpus nemzetségek) a tövisek egy kiemelkedésen, mammillán foglalnak helyet, míg a rügy növekedési csúcsa a mammilla tövébe került; helye azonban jól látható az említett szőrök jelenléte miatt. A tövisek redukálódásával a növények megjelenése ezáltal miniatűr levélrózsához válik hasonlatossá (pl. Ariocarpus).
A rövidhajtások ilyen jellegű módosulata más pozsgás nemzetségek esetében is megfigyelhető (pl. Sarcocaulon; Geraniaceae), azonban areolák kizárólag a kaktuszokon (Cactaceae család) figyelhető meg. Mindezek alapján nyilvánvaló, hogy a kaktuszoknál e ma általánosan elterjedt morfológiai képződmény a száraz, arid klímához történt adaptáció során fejlődött ki evolúciójuk során. Az areolák fejlődésével párhuzamosan mehetett végbe a tövisek kialakulása is; mindkét tulajdonság kifejlődése mögött a vízvesztés megelőzése áll a háttérben.
A ma élő kaktuszfajok között ismerünk töviseket nem fejlesztő fajokat is (pl. az Opuntia fajok között), melyek areoláikon apró, milliméteres méretű képződményeket, úgynevezett glochidiákat fejlesztenek, melyek minden bizonnyal szőr-eredetű képződmények, csúcsukon nyílhegyszerűen visszafelé fogazottak, a bőrből rendkívül nehezen távolíthatóak el.

## Evolúció

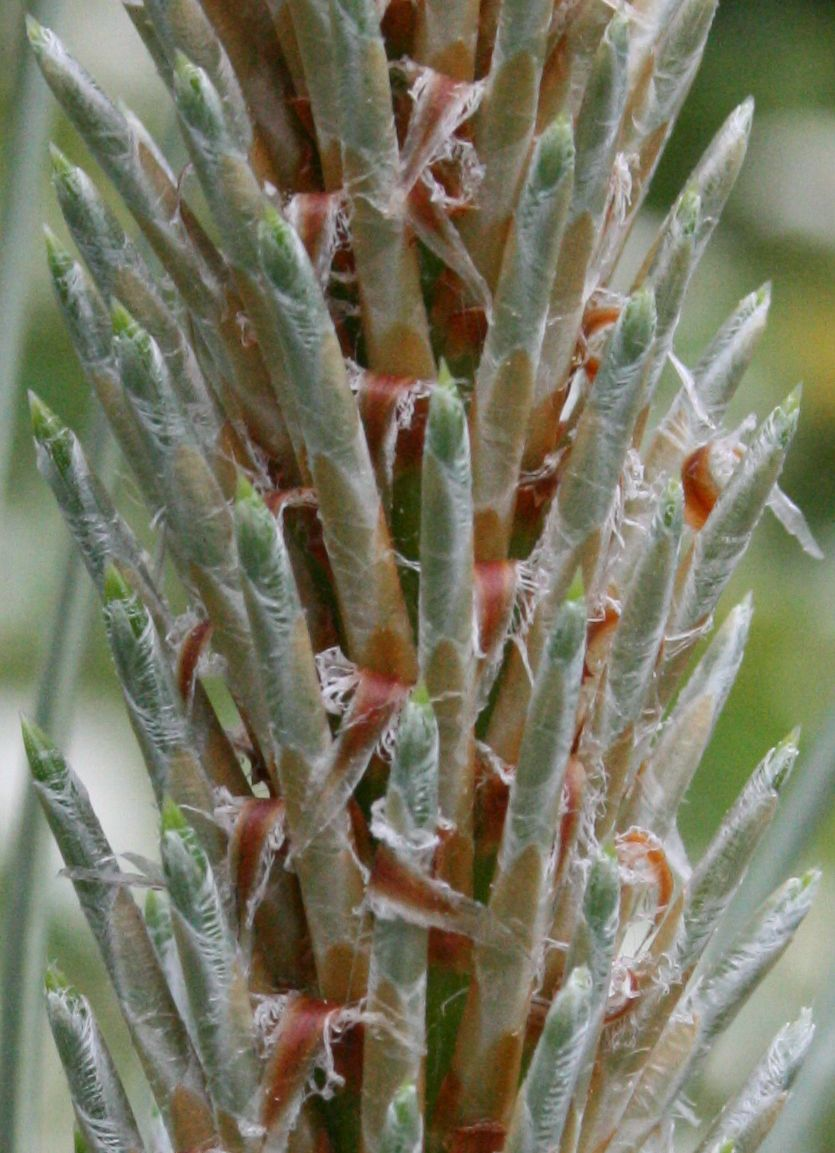
Pinus nigra fenyő fiatal rövidhajtásai

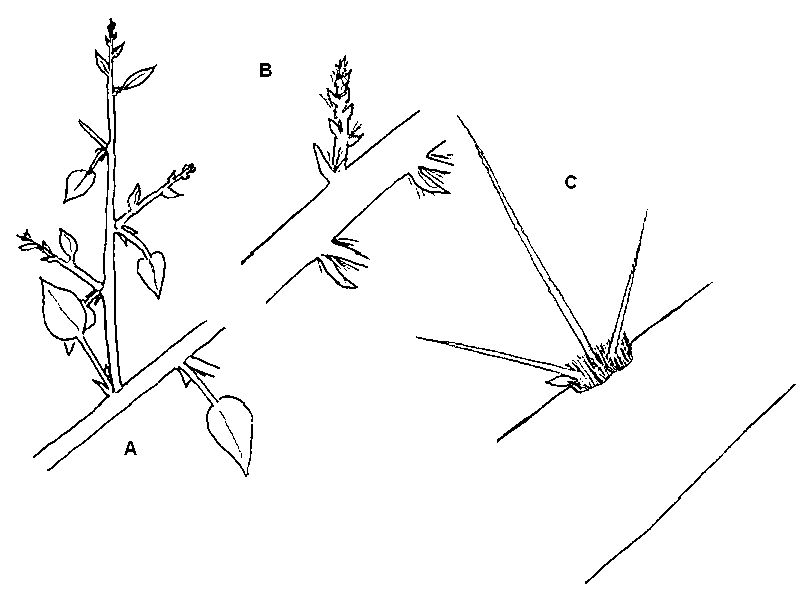
Areolafejlődés evolúciójának hipotézise; A: zárvatermőkre jellemző hajtásszerkezet, B: átmeneti állapot (néhány ma élő pozsgásnál előforduló alak), C: areola

Az areolák, mint morfológiai képződmények elkülönítik a kaktuszokat minden más, Ó- és Újvilágban elterjedt pozsgás nemzetségtől – többek között a pozsgás Euphorbia fajok sem rendelkeznek areolákkal, melyek egyébként a laikus szemlélődő számára igen hasonlóak lehetnek a valódi kaktuszokhoz. A kaktuszokhoz fejlődéstörténetileg legközelebb álló Portulacaceae családban már megfigyelhetőek a levélhónalji szőrcsomók, azonban itt még nem lehet areolákkal találkozni. Ezek a szármódosulások a kaktuszok evolúciója során jöttek létre, miután Gondwana-eredetű őseik elkülönültek, és izolált fejlődésnek indultak Dél-Amerika területén. A legősibbnek tartott leveles kaktuszok (Pereskia nemzetség) esetében már teljesen fejlett areolákkal találkozhatunk – holott ezek a fajok még felső-középső állású magházzal rendelkeznek, szemben a többi kaktusz alsó állású magházával – tehát nem ismeretesek ma élő átmeneti formák az areola fejlődésében. Más, nem rokon, szárazsághoz alkalmazkodott nemzetségek esetében viszont szép számmal fordulnak elő ma is elő formák, melyek a rövidhajtások redukálódásának bizonyos lépcsőfokait képviselik – többek között ilyen növények a muskátlival rokon Sarcocaulon nemzetség Dél-Afrika területén elterjedt fajai, vagy akár a Pinus nemzetség többtűs fenyőfajai is.

## Az areola, mint adaptív bélyeg

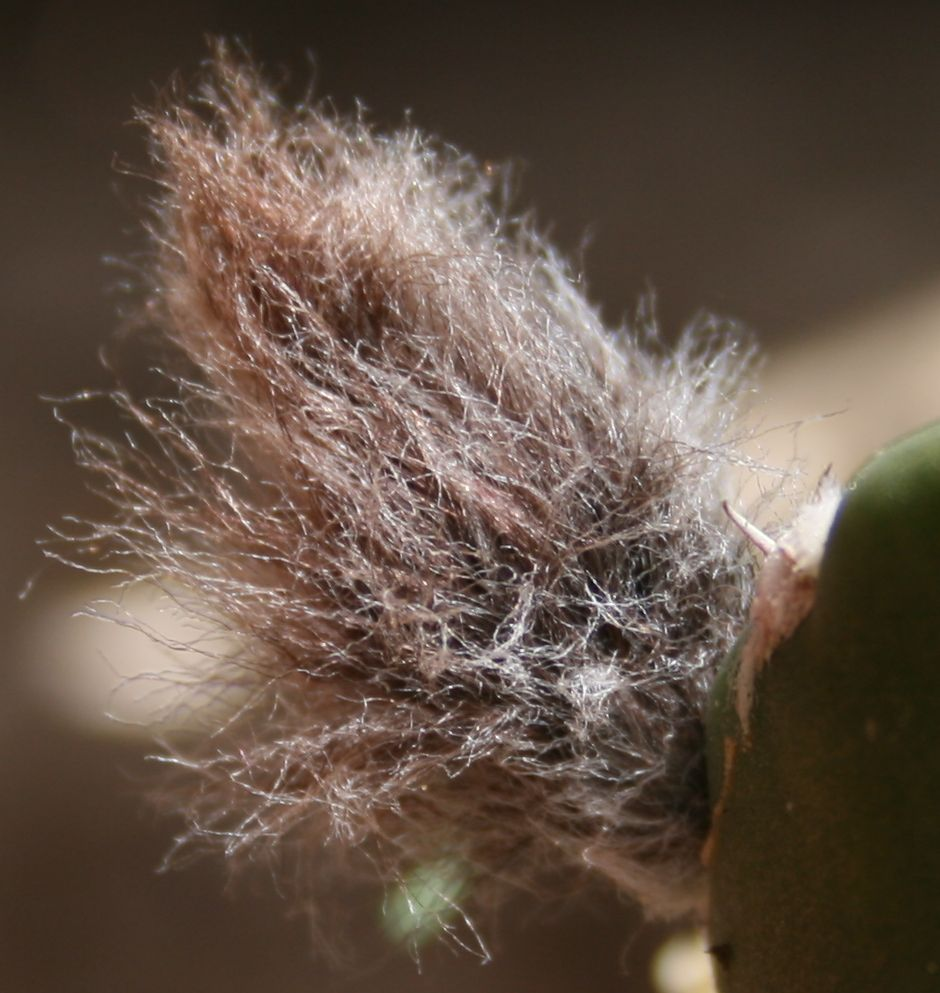
Echinopsis subdenudata virágkezdeményét sűrűn borító sertetövisek

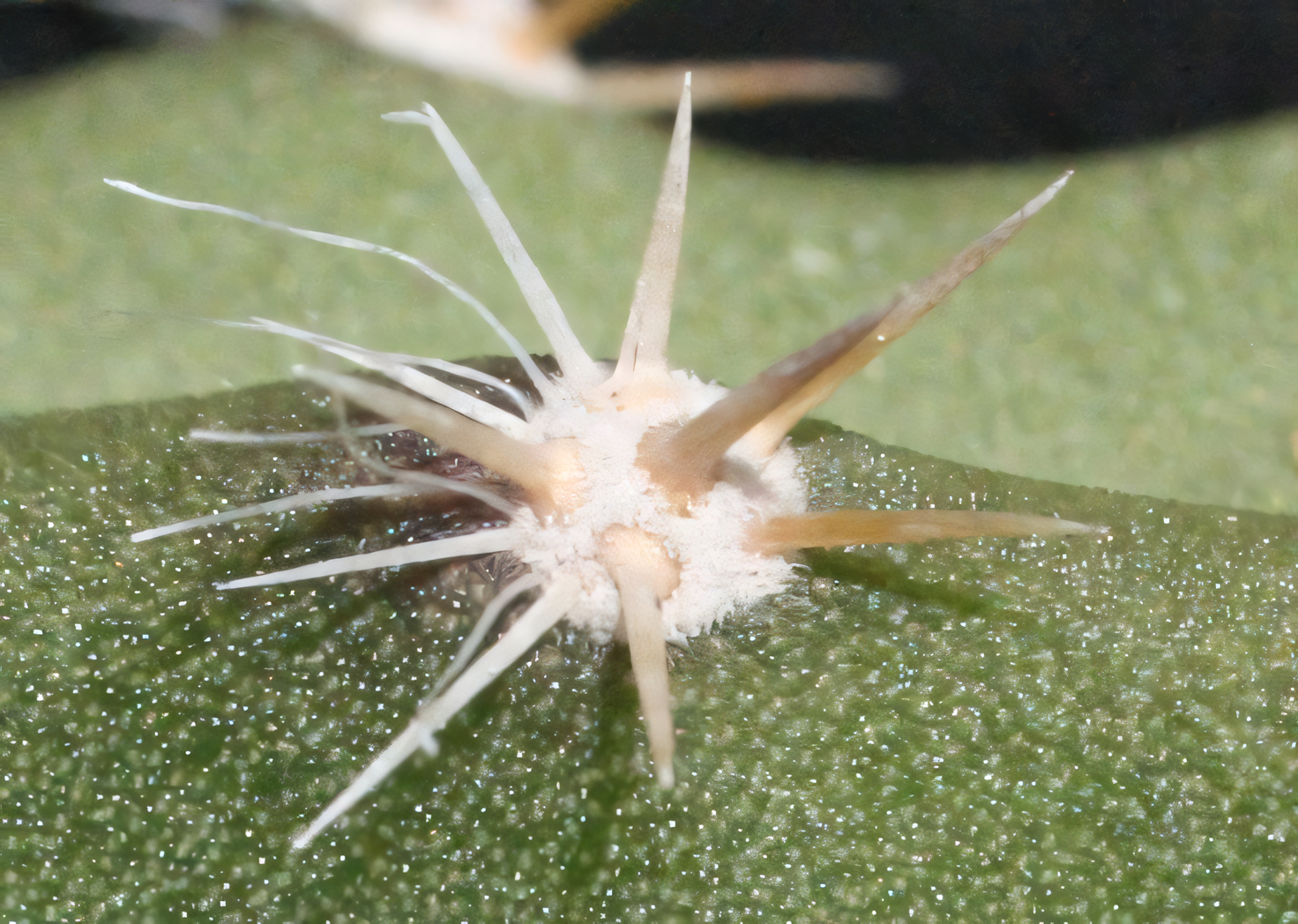
Selenicereus grandiflorus areoláját borító szőrök, szőrszerű tövisek, radiális- és középtövisek

A kaktuszok számára az areolák fontos morfológiai képződmények; rajtuk erednek a tövisek, sertetövisek, szőrök és glochidiák, melyek igen fontos szerepet játszanak a védekezésben illetve a vízgyűjtésben. Mivel a tövisek nem magából a hosszúhajtásból (a kaktusz ’szárából’) erednek, károsodásuk nem érintik a hosszúhajtásban helyet foglaló fotoszintetizáló alapszövetet, valamint más pozsgás csoportokkal összevetve, jelentősen nagyobb számú védekező képletet képesek fejleszteni így, hiszen ezek a képletek egy specializált oldalhajtás laterális képződményeiként jelennek meg. Az areolák képesek emellett arra, hogy különböző formájú és funkciójú töviseket fejlesszenek egy időben – valamint, hogy az elvesztett, vagy valamilyen környezeti tényező miatt retardált növekedésű tövisek helyett új töviseket fejlesszen a növekedési csúcsán. Egy tipikus areola általában kevés erőteljes, a növény tengelyére sokszor merőleges állású tövist (ún. centrális tövis), emellett számos rövidebb, sokszor a hosszúhajtásra simuló tövist, ún. radiális tövist képez. Sok areola – különösen a virágtölcséreken (szintén módosult hajtások! ld. alsó állású magház) fejlődők – képez serteszerű töviseket, melyek a sérülésnek különösen kitett fejlődő virágok védelmét látják el. A tövisek mindemellett a növények fény- (pl. Cephalocereus) és hőmérséklettel szembeni védekezésében is fontos szerepet játszanak – az arid élőhelyekre általában jellemző magas fényintenzitás fénygátlást, ún. fotoinhibíciót (ld. fotoszintézis) vált ki a növényekben, melyek akut működésbeli zavarokat, tartós hatás esetén pedig perzselődést (nekrózis) okoz a hajtáson. A tövisek ezek mellett hőcsapdaként is működnek: a hajnali hűvös levegőt szigetelő tulajdonságuk miatt a hajtás mellett tartják, nem engedik a fotoszintetizáló szöveteket túlságosan felmelegedni, mely egyébként szintén erősen károsítaná azok működését. Az areolák elhelyezkedése a hosszúhajtáson fontos, csoportokat elkülönítő bélyeg a kaktuszok családjában; a valódi kaktuszok esetében nagyon gyakran sorokba rendeződnek, mely sorok bordaként kiemelkednek a hajtásból. A bordák száma és elhelyezkedése szintén fontos rendszertani bélyeg lehet. A bordák emellett fontos szerepet játszanak a hosszúhajtás vízraktározó képességében: lehetővé teszi a szövetek jelentős mértékű duzzadását és vízvesztés következtében zsugorodását anélkül, hogy a hajtás mechanikai tulajdonságai romlanának. 
Egyes kaktuszok hosszúhajtása nem korlátlan növekedésű (példákat az Opuntia, Rhipsalis, Schlumbergera nemzetségekben lehet találni), ezeknek a növényeknek az éves növekedése egy terminális areolával zárul. A következő tenyészidőszakban gyakran innen hajtanak ki az az évi hajtások vagy virágok; emiatt ezeknek a növényeknek a növekedése szegmentálttá válik.
A Schlumbergera nemzetségben az areoláknak egy további módosulatát lehet megfigyelni: az areolák többsége a korlátolt növekedésű hosszúhajtás csúcsán fejlődik, mintegy összeolvadva, hosszú csíkban alkotnak növekedési pontot; mind a hajtások, mind a virágkezdemények itt indulnak fejlődésnek, más areolákon csak kivételes esetben figyelhetünk meg hajtásképződést.
Bizonyos genetikai, illetve hormon-háztartási zavarok esetében az areolák csúcsrügye nem marad alvórügy, hanem kifejlődését követően azonnal kihajt, oldalhajtást, vagy virágrügyet képezve. Természetben ezek az alakok viszonylag ritkán fordulnak elő, termesztésben sokszor oltással tartják fenn őket. Sok ’Monsterosa’ nevű alak ilyen módosulások eredménye következtében jön létre – többek között a széles körben elterjedt Echinocactus grusoniinak (’anyósülés’) is létezik ilyen formája. Természetben valamivel gyakoribbak az állandóan virágrügyeket képező alakok (természetesen ilyen esetekben a virágfejlődés sokszor zavart, nem fejeződik be). Többek között egye Ferocactus (hordókaktusz) fajoknak ismert ilyen mutációja.
|  |  |  |  |

|  |  |